# Забудёновский
Забудёновский — хутор в Аксайском районе Ростовской области.
Входит в состав Щепкинского сельского поселения.

## География
Хутор находится на левом берегу реки Тузлов, около границы с Родионово-Несветайским районом, на расстоянии 15 км (по дорогам) к северо-западу от города Аксай, административного центра района.

## Население
| 1989 | 2002 | 2010 |
| ---- | ---- | ---- |
| 15   | ↗28  | ↗32  |

## Улицы
На хуторе имеется одна улица: Центральная.